# مارزابوتو
مارزابوتو (بالإيطالية: Marzabotto)‏ هي بلدية في مقاطعة بولونيا في إقليم إميليا رومانيا الإيطالي.

## السكان
في سنة 1861 بلغ عدد السكان 3٬928 نسمة، وتطور العدد ليصل في سنة 2011 لـ 6٬684 نسمة.
يظهر هذا المخطط البياني تطور النمو السكاني لـ مارزابوتو

## أعلام
- أرسيسو أرتيسياني